# دریلیس پردو
دِریلیس پـِردو (انگلیسی: Derelys Perdue؛ ‏ ۲۲ مارس ۱۹۰۲ – ۳۰ سپتامبر ۱۹۸۹) بازیگر فیلم‌های صامت و یک هنرمند رقص مشهور اهل ایالات متحده آمریکا بود.
از فیلم‌هایی که وی در آن‌ها نقش داشته است، می‌توان به قهرمان یک شهر کوچک اشاره نمود.